# Adem Zorgane
Adem Zorgane (* 6. ledna 2000, Sétif) je alžírský fotbalový záložník hrající za R. Charleroi SC v nejvyšší belgické soutěži.

## Klubová kariéra
Zorgane je odchovancem klubu ES Sétif, ze kterého v roce 2017 přestoupil do Paradou AC. V první alžírské lize debutoval 13. srpna 2018 proti MC Algiers. Ve své první profesionální sezoně nastoupil celkem do 26 utkání, většinou v základní sestavě, a vstřelil 2 góly. Alžírská liga se v sezoně 19/20 se kvůli celosvětové pandemii nedohrála, Zorgane si připsal 19 startů a třikrát skóroval. V červnu 2021 o něj údajně měla zájem pražská Sparta.

## Reprezentační kariéra
Zorgane odehrál 2 zápasy za reprezentaci Alžírsko A', což je druhá alžírská reprezentace, ve které mohou nastupoval pouze hráči z domácí ligy.